# Kord Ptáčník
Kord Ptáčník, výroba likérů a lihovin v Hradci Králové byla potravinářská firma z Kuklen, která vyráběla lihoviny.

## Historie
Na počátku firmy Kord Ptáčník, výroba likérů a lihovin v Hradci Králové, stál velkoobchod s nápoji Kocan-Ptáčník, který roku 1934 ve městě zřídil Jan Ptáčník (17. května 1909 – 8. října 1987). Později, v roce 1941, založil v Kuklenách výrobnu lihovin, která si svoji samostatnost udržela až do únorového převratu v roce 1948, kdy se po znárodnění stala závodem podniku Východočeské lihovary a octárny a majitel byl odsouzen na 4 roky do vězení za údajnou spolupráci s Němci, přestože byl s Jaroslavem Iblerem organizoval odbojovou síť a později byl velitelem kontroverzní partyzánské divize Václavík.
Toto seskupení lihovarů a octáren trvalo jen několik let, neboť polovina 50. let přinesla další reorganizaci průmyslu a lihovary byly slučovány s konzervárnami. Podnikové ředitelství nově vzniklých Východočeských konzerváren a lihovarů se přesunulo do Nového Města nad Metují a kuklenská výrobna se stala jeho součástí. V roce 1963 se objevil nad firmou velký stín v podobě případu rozkrádání.
24. června 1991 začala v restituovaném závodě vyrábět lihoviny komanditní společnost Kord Ptáčník, jejímž komplementářem byl syn zakladatele továrny Milan Ptáčník (26. března 1938 – 3. dubna 2007) a komandistou Jan Ptáčníková, dcera zakladatele. Z jejích výrobků jmenujme Vodka Kord, Vodka Cassis, Vodka Výlet, Vodka Dvořák (vyráběno pro společnost Vins-de-France, později Belvedére), Distilled London Dry Gin, Gin Tonic, Zubrovka, Zubrovka rosé, Taffia rhum, Tuzemský rum, Bohemian Kümmel Liqueur, Cherry Morella, Manager Liqueur, Strawberry Liqueur, Raspberry Liqueur, Apricot Liqueur, Blackberry liqueur, Creme De Cococa, Creme De Menthe. V roce 1995 obdržel značku Czech Made za svoji vodku Dvořák.
Právní poměry se řídily společenskou smlouvou ve znění z 10. června 1991 a jejím dodatkem z 22. července 1993. Společnost byla zrušena smrtí komplementáře Milana Ptáčníka a k 3. dubnu 2007 vstoupila do likvidace. Usnesením Krajského soudu v Hradci Králové z 19. března 2008 byl jmenován likvidátor společnosti Petr Vítek. Společnost zanikla 15. dubna 2009 výmazem z obchodního rejstříku a jeho důvodem bylo zamítnutí insolvenčního návrhu ze 4. prosince 2008 pro nedostatek majetku, přičemž v průběhu likvidace byly zjištěny závazky dlužníka v celkové výši 12 750 376,11 Kč. Areál továrny byl postupně zbourán v letech 2010–2011.